# Revolt Ample
El Revolt Ample és un paratge del terme municipal de Castellcir, a la comarca del Moianès.
És al sud-est del nucli urbà de Castellcir, en el Camí de Can Sants. Aquest camí salva un desnivell important, i ho fa gràcies a uns quants revolts molt tancats. El que ho és més és el Revolt Ample. És al nord-oest de Can Sants.